# Partido Social Cristiano (Chile, 2022)
El Partido Social Cristiano (PSC) es un partido político chileno de extrema derecha evangélico y ultraconservador, fundado en septiembre de 2022.
Fue formado por dirigentes independientes y exmilitantes del desaparecido Partido Conservador Cristiano (PCC).

## Historia
La colectividad surgió tras la disolución del PCC, agrupación que durante las elecciones parlamentarias de 2021 logró la elección de Sara Concha como diputada por la Región de Ñuble bajo el pacto Frente Social Cristiano. Entre sus fundadores se encontraban Luciano Silva, exconvencional constituyente de Renovación Nacional (RN), y Antaris Varela, quien presidió el PCC. Militantes del movimiento universitario evangélico de la Universidad de Concepción, Águilas de Jesús, son miembros fundadores del partido.
Al igual que su antecesor, el PSC está vinculado a grupos de la iglesia evangélica y conservadora.

La bandera cristiana protestante, originada en los Estados Unidos, es usada por el PSC como método de propaganda.

En noviembre de 2022 la colectividad inició su proceso de formación y constitución ante el Servicio Electoral (Servel). Durante ese mismo mes se confirmó la incorporación de la diputada Concha, que hasta entonces era independiente e integrante de la bancada de RN en la Cámara de Diputados. Se legalizó como partido en febrero de 2023, luego que se acogiera su solicitud de inscripción para las regiones de Ñuble, Biobío y La Araucanía.
El 12 de mayo de 2023 se unieron a militantes del partido varias autoridades de la región del Biobío, entre ellas la diputada Francesca Muñoz, una consejera regional, y varios concejales.
El partido ha hecho muestras de apoyo al Estado de Israel como levantar su bandera en el Congreso, tanto en sesiones de la Cámara como en una Cuenta Pública, también ha emitido comunicados respecto a la guerra Israel-Gaza de 2023 o sobre la expulsión del país de la Feria Internacional del Aire y del Espacio por parte del gobierno de Gabriel Boric.
En mayo de 2024 el partido realizó su lanzamiento nacional. En junio valoró el rechazo a las modificaciones de la Ley Zamudio. En las elecciones municipales de 2024 el cantidato del partido, Héctor Muñoz Uribe, ganó la alcaldía de Concepción.
En junio de 2024, el senador Rojo Edwards comenzó a militar en el partido, pero renunció al mismo menos de un año después, en abril de 2025, luego de haber sido descartado como posible candidato presidencial. Ese mismo mes, el partido anunció un pre acuerdo de pacto parlamentario con los partidos Nacional Libertario y Republicano para ir en una lista única denominada «Nueva Derecha».

## Directiva
La directiva central del partido está integrada por:
- Presidente: Sara Concha.
- Secretaria: Judith Marin.
- Vicepresidente: Héctor Muñoz.
- Consejero: Juan Carlos Venegas.
- Relacionador público: Luciano Silva.
- Tesorera: Belén Núñez.

De igual forma, presenta un Tribunal Supremo compuesto por un presidente, una vicepresidenta, una secretaria y tres miembros.

## Presidentes
| Presidente        | Período                                    |
| ----------------- | ------------------------------------------ |
| Ángel Roa Alegría | 23 de septiembre de 2022-4 de mayo de 2023 |
| Sara Concha Smith | 4 de mayo de 2023-                         |

## Autoridades

### Senadores
Los senadores del partido para el periodo legislativo 2022-2026 son:
| Nombre                             | Región | Circunscripción |
| ---------------------------------- | ------ | --------------- |
| Juan Castro Prieto (Electo por RN) | Maule  | IX              |

### Diputados
Los diputados, incluyendo militantes e independientes dentro de la bancada del partido, para el periodo legislativo 2022-2026 son:
| Nombre                                   | Región             | Distrito |
| ---------------------------------------- | ------------------ | -------- |
| Enrique Lee (Electo por PRI)             | Arica y Parinacota | 1        |
| Yovana Ahumada Palma (Electa por PDG)    | Antofagasta        | 3        |
| Sara Concha Smith (Electa por el PCC)    | Ñuble              | 19       |
| Francesca Muñoz González (Electa por RN) | Biobio             | 20       |
| Roberto Arroyo Muñoz (Electo por PDG)    | Biobio             | 20       |

### Consejeros Regionales
Los consejeros regionales o Core, incluyendo militantes e independientes dentro de la bancada del partido son:
| Nombre            | Región      | Provincia     |
| ----------------- | ----------- | ------------- |
| Solange Jimenez   | Tarapacá    | Iquique       |
| Carolina Moscoso  | Antofagasta | Antofagasta   |
| Tatiana Castillo  | Coquimbo    | Elqui         |
| Matías Guzmán     | Coquimbo    | Limarí        |
| Paula Muñoz       | O'Higgins   | Cachapoal I   |
| Geraldine Aravena | Ñuble       | Diguillín     |
| Ivania Rojas      | Biobio      | Biobío        |
| Yanina Contreras  | Biobio      | Concepción II |
| Jacqueline Burgos | Biobio      | Concepción II |

### Concejales
Los concejales, incluyendo militantes e independientes, para el periodo 2021-2024 son:
| Nombre             | Región        | Comuna      |
| ------------------ | ------------- | ----------- |
| Sandra Challapa    | Tarapacá      | Camiña      |
| Brayan Pizarro     | Antofagasta   | Tocopilla   |
| Carolina Díaz      | Metropolitana | Puente Alto |
| Judith Marin       | Metropolitana | San Ramón   |
| Mauricio Rodríguez | Biobio        | Cabrero     |
| Daniel Pacheco     | Biobio        | Concepción  |
| Rosemarie Aránguiz | Biobio        | Hualpén     |
| Samuel Mendoza     | Biobio        | Penco       |
| Elena Retamal      | Biobio        | Talcahuano  |
| Marcelo Barrientos | Los Lagos     | Fresia      |

## Resultados electorales

### Elecciones municipales
|  | 3,30 % |

|  | 3,68 % |

### Elecciones de gobernadores
| Elección | Votos   | % de votos      | Escaños |
| -------- | ------- | --------------- | ------- |
| 2024     | 802 609 | \| \| 7,44 % \| | 0/16    |
|          | 7,44 %  |                 |         |

### Elecciones de consejeros regionales
| Elección | Votos   | % de votos      | Escaños |
| -------- | ------- | --------------- | ------- |
| 2024     | 370 973 | \| \| 3,82 % \| | 6/302   |
|          | 3,82 %  |                 |         |